# Борис Вукмирович
Борис (Борко) Никола Вукмирович с псевдоним Църни е черногорски партизанин, деец на НОВМ.

## Биография
Роден е на 1 август 1912 година в град Брацигово. Баща му Никола Вукмирович е деец на ВМОРО и участник в Илинденско-Преображенското въстание. След разгрома на въстанието е заточен в Турция, а по-късно се връща в България, където се жени за Стоянка и двамата имат трима синове – Борис, Андру и Радета. През 1914 година семейството му се мести в Печ, където той завършва основното си образование и шест класа гимназия. След като семейството му не може да си позволи по-нататъшно обучение, Борис става работник в Печ и на различни места в Косово и Метохия. От 1932 година става член на СКМЮ, а на следващата година и на ЮКП. В края на 1934 е секретар на Местния комитет на ЮКП в Печ. През 1935 е арестуван за революционна дейност и изправен пред държавен съд за защита на държавата в Белград. Пуснат е поради липса на доказателства. В началото на юли 1937 година е избран за организационен секретар на Областния комитет на ЮКП, а от 1940 е член на Покрайненския комитет за Черна гора, Санджак, Косово и Метохия. През октомври 1940 присъства на Петата земска конференция, където е избран за кандидат-член на ЦК на ЮКП.
След капитулацията на Югославия през 1941 година се включва в организирането на въоръжено въстание срещу немските сили. Първоначално е член на Военния комитет за Косово и Метохия, а след арестуването на Миладин Попович е секретар на Областния комитет на ЮКП. През октомври 1941 става политически комисар на Метохийския партизански отряд, а от октомври на следващата година член на Главния щаб на партизанските отряди на Косово и Метохия.
През април 1943 година отива в Дяково заедно с Рамиз Садику. На 7 април 1943 попадат в засада от италиански военни части при Ландовица и са арестувани. На 10 април са разстреляни. С указ от 6 март 1945 година на Председателството на АВНОЮ заедно с Рамиз Садику са обявени за народни герои на Югославия.
На тяхно име са наречени Първи косовско-метохски народоосвободителен батальон „Рамиз Садику“ и Втори косовски-метохски народоосвободителен батальон „Борис Вукмирович“ в рамките на Първа македонско-косовска ударна бригада.